# Чемпионат Европы по лёгкой атлетике в помещении 2017 — эстафета 4×400 метров (мужчины)
Соревнования в эстафете 4×400 метров у мужчин на чемпионате Европы по лёгкой атлетике в помещении в Белграде прошли 5 марта 2017 года на «Комбанк Арене». К соревнованиям были допущены 6 сильнейших сборных по итогам летнего сезона 2016 года.
Действующим зимним чемпионом Европы в эстафете 4×400 метров являлась сборная Бельгии.

## Рекорды
До начала соревнований действующими были следующие рекорды в помещении.
| Мировой рекорд                 | США · Кайл Клемонс · Дэвид Вербург · Кайнд Батлер · Кэлвин Смит            | 3.02,13 | Сопот, Польша  | 9 марта 2014   |
| Рекорд Европы                  | Бельгия · Жюльен Ватрен · Дилан Борле · Джонатан Борле · Кевин Борле       | 3.02,87 | Прага, Чехия   | 8 марта 2015   |
| Рекорд чемпионатов Европы      | Бельгия · Жюльен Ватрен · Дилан Борле · Джонатан Борле · Кевин Борле       | 3.02,87 | Прага, Чехия   | 8 марта 2015   |
| Лучший результат сезона в мире | Техасский университет A&M Фред Керли Ричард Роуз Девин Диксон Майлик Керли | 3.02,52 | Фейетвилл, США | 28 января 2017 |

## Расписание
| Дата         | Время | Раунд соревнований |
| ------------ | ----- | ------------------ |
| 5 марта 2017 | 19:30 | Финал              |

Время местное (UTC+1)

## Медалисты
| Золото                                                                              | Серебро                                                                  | Бронза                                                      |
| Польша · Кацпер Козловский · Лукаш Кравчук · Пшемыслав Васьциньский · Рафал Омелько | Бельгия · Робин Вандербемден · Жюльен Ватрен · Кевин Борле · Дилан Борле | Чехия · Патрик Шорм · Ян Тесарж · Ян Кубиста · Павел Маслак |

## Результаты
Обозначения: WR — Мировой рекорд | ER — Рекорд Европы | CR — Рекорд чемпионатов Европы | NR — Национальный рекорд | WL — Лучший результат сезона в мире | EL — Лучший результат сезона в Европе | DNS — Не стартовали | DNF — Не финишировали | DQ — Дисквалифицированы

Финал в эстафете 4×400 метров у мужчин состоялся 5 марта 2017 года. С первого этапа лидерство захватила команда Польши, основным конкурентом которой стала сборная Бельгии, действующие чемпионы и рекордсмены Европы. Однако выйти на первую позицию (даже временно) им не удалось, а Рафал Омелько на заключительном этапе к серебру в беге на 400 метров добавил эстафетное золото. Чемпион в индивидуальном виде Павел Маслак, приняв эстафетную палочку пятым, смог отыграть отставание от сборной Франции и принёс Чехии бронзовые медали.
| Место | Команда                                                                          | Результат | Примечания |
| ----- | -------------------------------------------------------------------------------- | --------- | ---------- |
| 1     | Польша (Кацпер Козловский, Лукаш Кравчук, Пшемыслав Васьциньский, Рафал Омелько) | 3:06.99   | EL         |
| 2     | Бельгия (Робин Вандербемден, Жюльен Ватрен, Кевин Борле, Дилан Борле)            | 3:07.80   |            |
| 3     | Чехия (Патрик Шорм, Ян Тесарж, Ян Кубиста, Павел Маслак)                         | 3:08.60   |            |
| 4     | Франция (Томас Жордье, Николя Курбьер, Хазир Инусса, Йоан Десимю)                | 3:08.99   |            |
| 5     | Украина (Данил Даниленко, Евгений Гуцол, Алексей Поздняков, Виталий Бутрым)      | 3:09.64   |            |
| 6     | Турция (Батухан Алтынташ, Махсум Коркмаз, Акын Озюрек, Мехмет Гюзель)            | 3:15.97   |            |